# Nyedja Gennari
Nyedja Cristina Gennari Lima Rodrigues (Cuiabá, 1976 ou 1977) é uma professora do ensino fundamental e contadora de histórias.

## Vida pessoal
Nasceu em Cuiabá, filha de um professor de mecânica que lecionava no Senai de Taguatinga. Mudou-se para Guará aos 11 anos de idade.
É casada com Luciano Rodrigues com quem tem duas filhas, Luiza e Maria Eduarda.

## Formação
É formada em Ciências da Educação com especialização em Literatura Infantil e pós-graduação em Educação Infantil.

## Carreira

### Professora
Nyedja lecionou no ensino fundamental desde os 17 anos, no Cantinho Infantil Padre Difrância. Depois, lecionou no Colégio Rogacionista, Colégio Ciman e no Cruzeiro, até passar no concurso da rede pública de ensino. Por causa da profissão, precisava contar muitas histórias.

### Contadora de histórias
Em 2000, profissionalizou-se como contadora de histórias. Sua primeira apresentação foi no Ciman, onde lecionava. Ela passou a apresentar no Centro Cultural Banco do Brasil e em shoppings do Distrito Federal, como o Terraço Shopping e no Shopping Paulo Octávio. Várias de suas histórias são sobre crianças que requerem algum cuidado especial, como "O Mundo de Samuel", história inspirada em um dos seus alunos, que tinha autismo. Ela também adapta histórias clássicas para os tempos modernos. É idealizadora do projetos como As Minhas e as Outras Histórias e Clube do Choro. Além disso, conta suas histórias em casamentos, aniversários, eventos e velórios. Em 2012, deixou de lecionar para contar histórias. Seu trabalho fez com que se tornasse cidadã honorária de Brasília.
Já apresentou em diversos países, como Colômbia, Argentina, Costa Rica e Guatemala.

### Política
Entre 2009 e 2011, foi assessora parlamentar do senador Izalci Lucas (PL-DF), onde ficou conhecida por contar histórias em datas comemorativas, de políticos e personalidades homenageadas pelo Senado Federal.
Em 17 de junho de 2024, foi levada pelo senador Eduardo Girão (Novo-CE) em um debate sobre o aborto, onde interpretou por cinco minutos um feto que passou pelo procedimento de assistolia fetal. Após a encenação, houve grande repercussão negativa nas redes sociais, e Gennari bloqueou seu Instagram e prestou queixa na delegacia.

## Obras
- Fofoca Reversa (Mais Amigos, 2019)
- O Mundo Azul de Samuel (Mais Amigos, 2020)
- A Cobra Jurema (Editora Ciranda Cultural, 2023)[4]